# Synemon selene
Synemon selene is een vlinder uit de familie Castniidae. De wetenschappelijke naam van de soort werd in 1850 gepubliceerd door Johann Christoph Friedrich Klug.
De soort komt voor in het Australaziatisch gebied.

## Synoniemen
- Synemon adelaida Swinhoe, 1892